# Retortamonadida
Ordre
Famille
Position phylogénétique
Eukaryota
- Excavata
  - c.n.n.
    - Malawimonadidea
    - Metamonada
      - Anaeromonada
        - Trimastigida
        - Oxymonadida

      - Trichozoa
        - Fornicata
        - Parabasalia

  - Discoba
    - Jakobea
    - Discicristata
      - Euglenozoa
      - Percolozoa

Groupe frère :  Diplomonadida 
Les Rétortamonades ou Rétortamonadines sont des êtres vivants unicellulaires pourvus d'un noyau. Ils ne possèdent ni mitochondrie, ni plaste, ni appareil de Golgi, par pertes secondaires. Ils sont parasites ou commensaux du tube digestif d'animaux comme les insectes, les sangsues, les mammifères et les oiseaux.

## Liste des genres de Rétortamonadines
Les rétortamonades regroupent actuellement deux genres :
- Chilomastix A. Alexeieff, 1910
- Retortamonas Grassi, 1879

Mais ce groupe pourrait être paraphylétique avec la lignée des Chilomastix antérieure à celle des Retortamonas. Cette dernière est le groupe frère des Diplomonadida

## A lire
Classification phylogénétique du vivant par Guillaume Lecointre et Hervé Le Guyader aux éditions Belin